# 2006년 뭄바이 열차 폭탄 테러

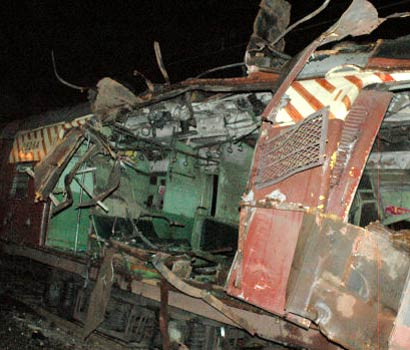

2006년 뭄바이 열차 폭탄 테러는 인도 뭄바이에서 현지 시간 2006년 7월 11일 18시경에 발생한 뭄바이 근교 철도 차량이 7곳에서 폭파된 사건이다. 퇴근 시간에 일어난 범행이기 때문에 다수의 사상자가 나왔다. 사망자는 209명, 부상자는 700명이 넘었다.

## 수사
사건 후 36시간 이내에 약 350명이 의심되고 구속됐다. 7월 14일, 라슈카르에카르(Lashkar-e-Qahhar)라고 자칭하는 조직이 이 사건의 범행 성명을 냈다. 방송국에 보낸 범행 성명 이메일로 폭파는 "구자라트와 카슈미르의 무슬림 탄압에 대한 보복"이라고 하였으며, 차트라파티 시바지 국제공항, 인도문, 타지마할, 붉은 성 폭파도 계획하고 있다고 주장하고 있다. 인도 정보 기관에 따르면, 라슈카르에카르는 라슈카르에타이바의 별동대로 알려져 있었다. 그 후, 뭄바이 경찰은 라슈카르에카르와 인도 학생 이슬람 운동 (Students Islamic Movement of India, SIMI)의 소행으로 결론지었다.
7월 21일, 3명의 용의자가 체포됐다. 3명 모두 SIMI의 멤버였다. 또한 케냐에서 폭탄 훈련을 지도한 혐의로 압둘 카림 툰다가 체포됐다.

## 같이 보기
- 2004년 마드리드 열차 폭탄 테러
- 2005년 런던 폭탄 테러
- 2010년 모스크바 지하철 폭탄 테러
- 보스턴 마라톤 폭탄 테러